# Bajna (Uttar Pradesh)
Bajna es un pueblo y nagar Panchayat situado en el distrito de Mathura en el estado de Uttar Pradesh (India). Su población es de 8991 habitantes (2011). 

## Demografía
Según el censo de 2011 la población de Bajna era de 8991 habitantes, de los cuales 4766 eran hombres y 4225 eran mujeres. Bajna tiene una tasa media de alfabetización del 75,13%, superior a la media estatal del 67,68%: la alfabetización masculina es del 85,01%, y la alfabetización femenina del 64,07%.